# 12150 De Ruyter
12150 De Ruyter là một tiểu hành tinh vành đai chính với chu kỳ quỹ đạo là 1893.6646293 ngày (5.18 năm).
Nó được phát hiện ngày 25 tháng 3 năm 1971.